# 宋明燮
宋明燮（1984年6月29日—）是一名韩国男子跆拳道运动员。他在2004年雅典奥运会中，参加了男子跆拳道比赛，并获得68公斤级项目铜牌。他也参加了2006年亚洲运动会，并获得一枚金牌。